# Печатная пошлина
Печа́тная по́шлина (обычно употребляется во множественном числе — печа́тные по́шлины, также печа́ть и печа́тное) — особый сбор, существовавший в Русском государстве в XV—XVII веках. Взимался за приложение официальной государственной печати к документам частных лиц. В частности, по Уложению 1649 года печатная пошлина взималась при записи крепостей в дополнение к крепостной пошлине. Сбором печатной пошлины по всему государству занимался Печатный приказ. К началу XVIII века печатная пошлина была постепенно заменена гербовым сбором.